# 蘆洲廟口夜市
蘆洲廟口夜市是一個位於新北市蘆洲區的夜市，又稱為得勝街夜市，以湧蓮寺為中心，售卖如清蒸肉圓和水煎包等的小吃。白天是傳統市場，晚上則是夜市。

## 外部連結
- 蘆洲廟口夜市-新北市觀光旅遊網 （页面存档备份，存于）